# St. Anton im Montafon
St. Anton im Montafon, Sankt Anton im Montafon – gmina w Austrii, w kraju związkowym Vorarlberg, w powiecie Bludenz. Liczy 721 mieszkańców (1 stycznia 2015).